# Lajos Steiner
Lajos Steiner (Oradea, 14 giugno 1903 – Sydney, 22 aprile 1975) è stato uno scacchista ungherese naturalizzato australiano.
Era uno dei quattro figli di Bernat Steiner, un insegnante di matematica, e di sua moglie Cecilia, e fratello minore di Endre Steiner. Si diplomò all'Istituto Tecnico di Budapest, poi si laureò in ingegneria meccanica al Technikum Institut di Mittweida. 

## Principali risultati
- 1923 –  4º-5º a Vienna (vinse Xavier Tartakower)
- 1924 –  vince il campionato della Sassonia
- 1925 –  2º dietro a Sándor Takács a Budapest
- 1927 –  1º a Bad Schandau; 2º-3º a Kecskemét con Aron Nimzovich (vinse Alexander Alekhine)
- 1929 –  2º a Bradley Beach dietro ad Alekhine[1]
- 1931 –  vince il campionato ungherese a Budapest
- 1933 –  3º-4º ad Hastings (vinse Salo Flohr); 2º-3º a Mährisch-Ostrau (vinse Ernst Grünfeld)
- 1934 –  1º-2º con Vasja Pirc a Maribor
- 1936 –  1º-2º con Mieczysław Najdorf nel campionato ungherese a Budapest
- 1937 –  2º a Brno; 3º a Sopot
- 1938 –  1º a Vienna; 3º-4º a Lubiana (vinse Borislav Kostić)
- 1948 –  3º a Karlsbad (vinse Jan Foltys)

Lajos Steiner giocò alcuni match amichevoli. Nel 1930 perse contro Isaac Kashdan (+3 –5 =2), nel 1934 vinse contro Pál Réthy (+7 –3), nel 1935 vinse contro Andor Lilienthal (+3 –1 =2) e contro Henri Grob (+3 –1 =0).
Partecipò con la nazionale ungherese a quattro Olimpiadi degli scacchi: Praga 1931, 
Folkestone 1933, Varsavia 1935, Monaco di Baviera 1936, realizzando complessivamente (+35 –16 =21). Vinse una medaglia di bronzo individuale a Praga 1931 e l'oro di squadra e l'argento individuale a Monaco di Baviera 1936.
Nel 1939 emigrò in Australia, dove vinse quattro volte il Campionato australiano (1945, 1947, 1953 e 1959).

Vinse anche nove volte il campionato del Nuovo Galles del Sud.
Nel 1950 la FIDE gli assegnò il titolo di Maestro internazionale.